# إميليا فان بيرن
إميليا فـان بيرن (بالإنجليزية: Amelia Van Buren) هي مصورة أمريكية، ولدت في 1856 في ديترويت في الولايات المتحدة، وتوفيت في 1942 في تريون في الولايات المتحدة.

## معرض صور

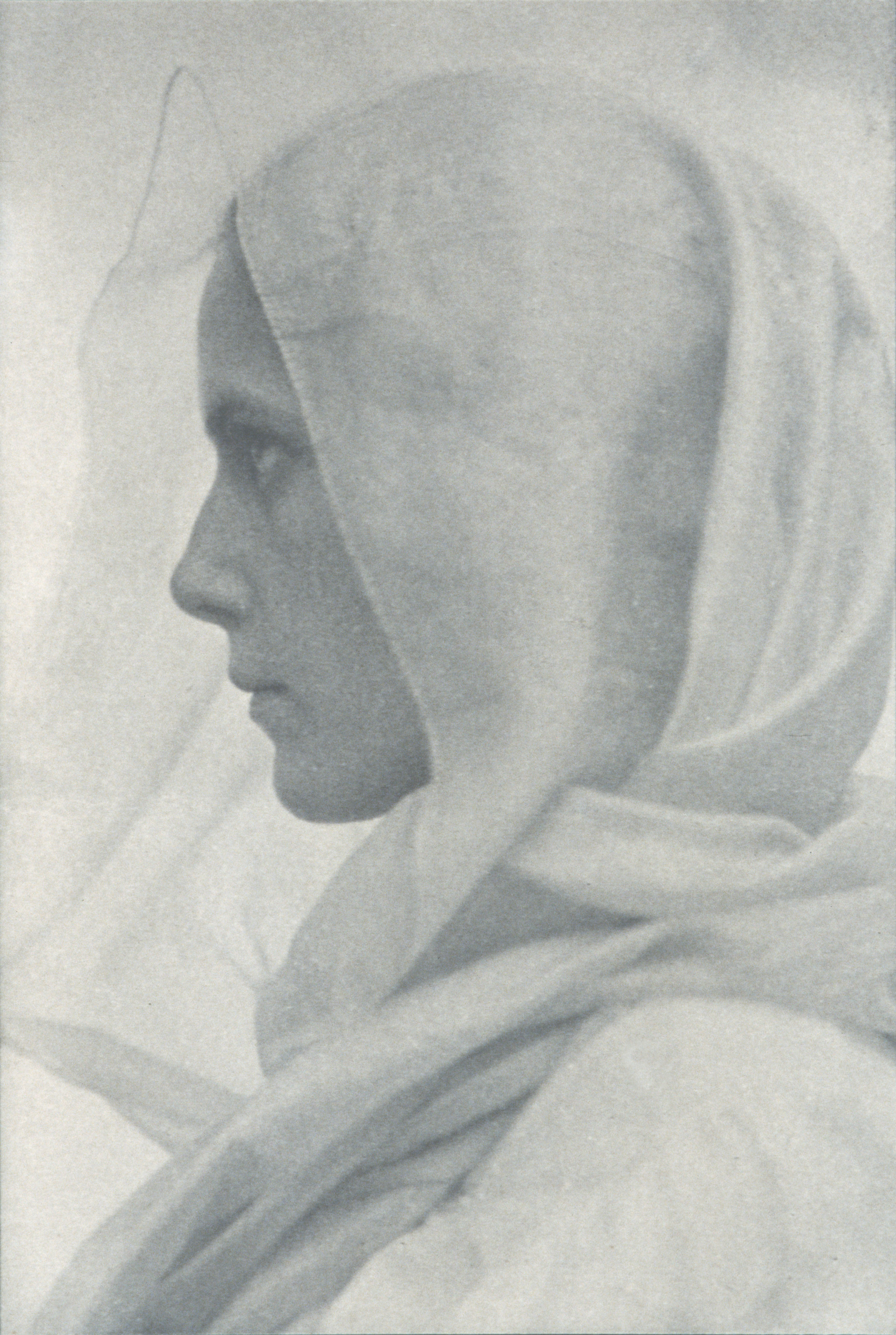
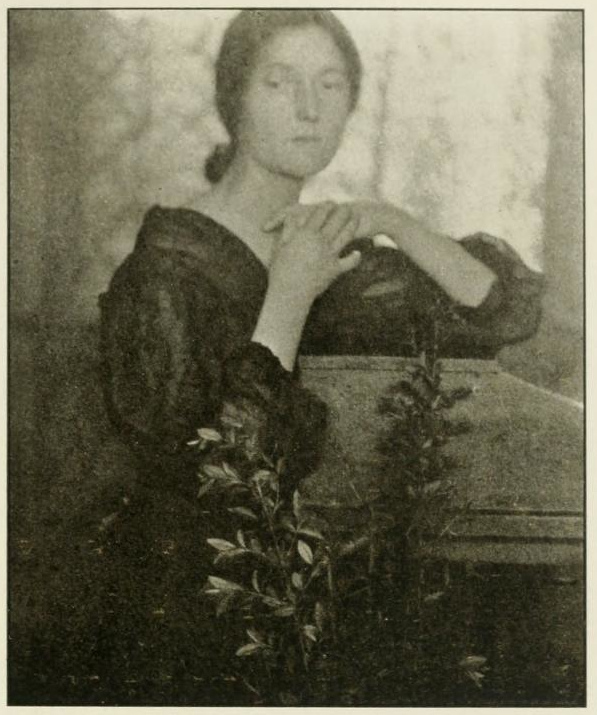
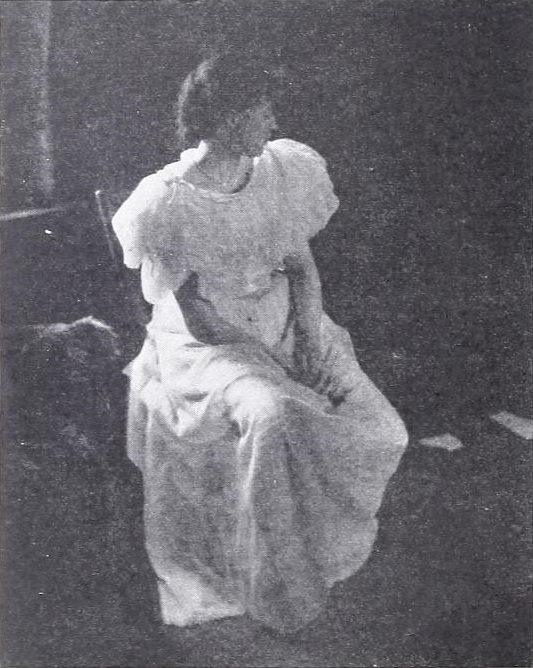
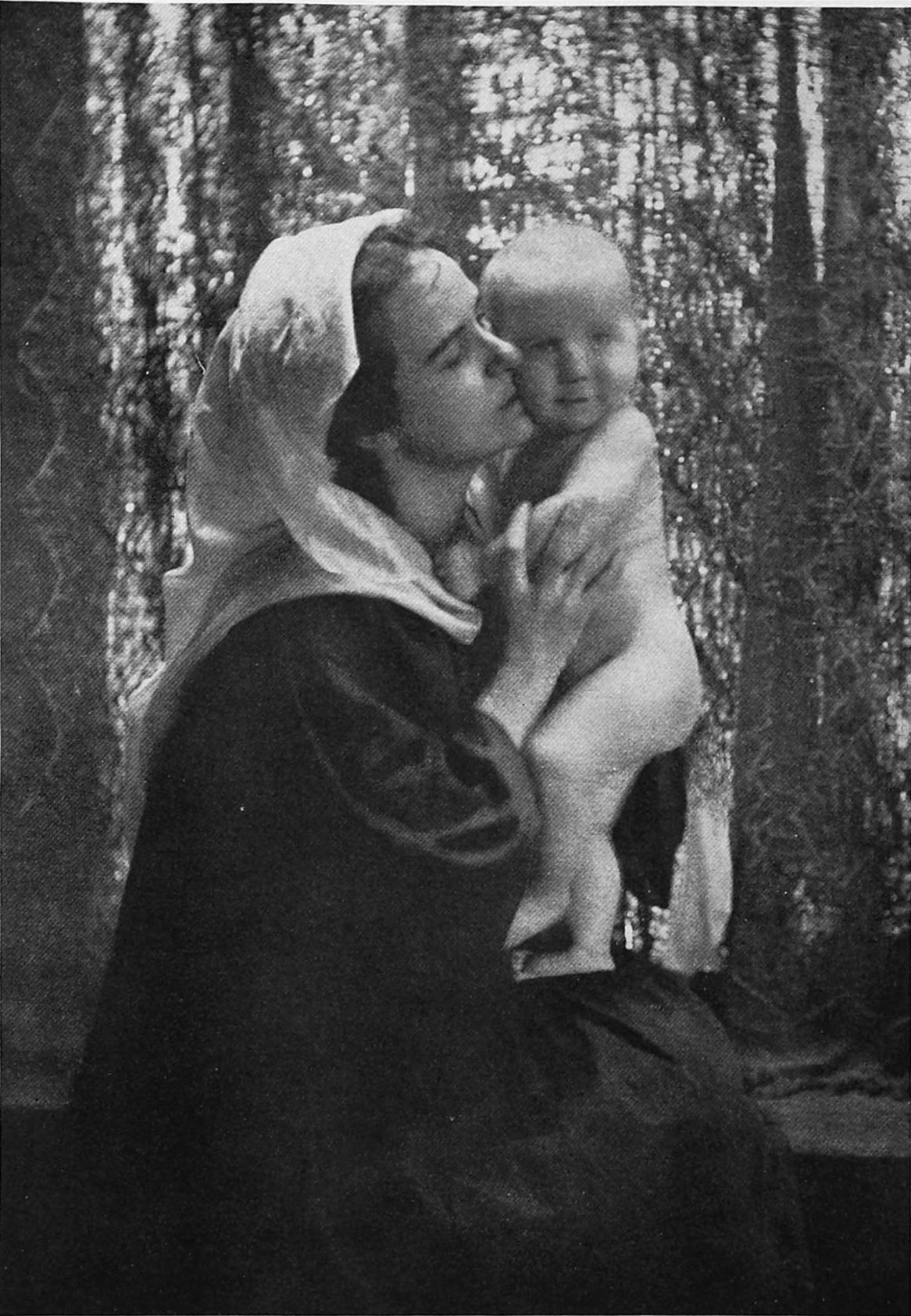